# XIV arrondissement di Parigi
Il XIV arrondissement di Parigi è situato sulla rive gauche e ingloba i quartieri una volta parte di Montrouge (Petit Montrouge), dove si trovavano i laboratori dell'abate Jacques Paul Migne. Al limite meridionale della città, confina coi comuni di Malakoff, Montrouge e Gentilly.

## Dati
| Anno                        | Abitanti | Densità di popolazione (ab./km2) |
| --------------------------- | -------- | -------------------------------- |
| 1954 (picco di popolazione) | 181 414  | 32 274                           |
| 1962                        | 178 149  | 31 693                           |
| 1968                        | 167 093  | 29 727                           |
| 1975                        | 149 137  | 26 532                           |
| 1982                        | 138 596  | 24 657                           |
| 1990                        | 136 574  | 24 297                           |
| 1999                        | 132 844  | 23 554                           |
| 2006                        | 134 370  | 23 827                           |

## Luoghi d'interesse
- Catacombe di Parigi
- Chiesa di Saint-Pierre-de-Montrouge
- Cimitero di Montparnasse
- Gare Montparnasse
- Montparnasse
- Carcere de La Santé
- Tour Montparnasse
- Cité internationale universitaire de Paris

## Strade principali
- Rue de l'Arrivée
- Rue Delambre
- Rue du Départ
- Place Edgar Quinet
- Avenue du Maine
- Boulevard Montparnasse
- Boulevard Raspail (intitolato a François-Vincent Raspail)

## Quartieri
- Quartier du Montparnasse
- Quartier du Parc-de-Montsouris
- Quartier du Petit-Montrouge
- Quartier de Plaisance